# هال فوستر (كاتب)
هال فوستر (بالإنجليزية: Hal Foster)‏ هو فنان قصص مصورة وكاتب أمريكي، ولد في 16 أغسطس 1892 في هاليفاكس في كندا، وتوفي في 25 يوليو 1982 في وينتر بارك، فلوريدا في الولايات المتحدة.

## وصلات خارجية
- هارولد فوستر على موقع IMDb (الإنجليزية)
- هارولد فوستر على موقع الموسوعة البريطانية (الإنجليزية)
- هارولد فوستر على موقع ألو سيني (الفرنسية)
- هارولد فوستر على موقع ميوزك برينز (الإنجليزية)
- هارولد فوستر على موقع قاعدة بيانات الفيلم (الإنجليزية)
- هارولد فوستر على موقع كينوبويسك (الروسية)